# Kapitänsviertel

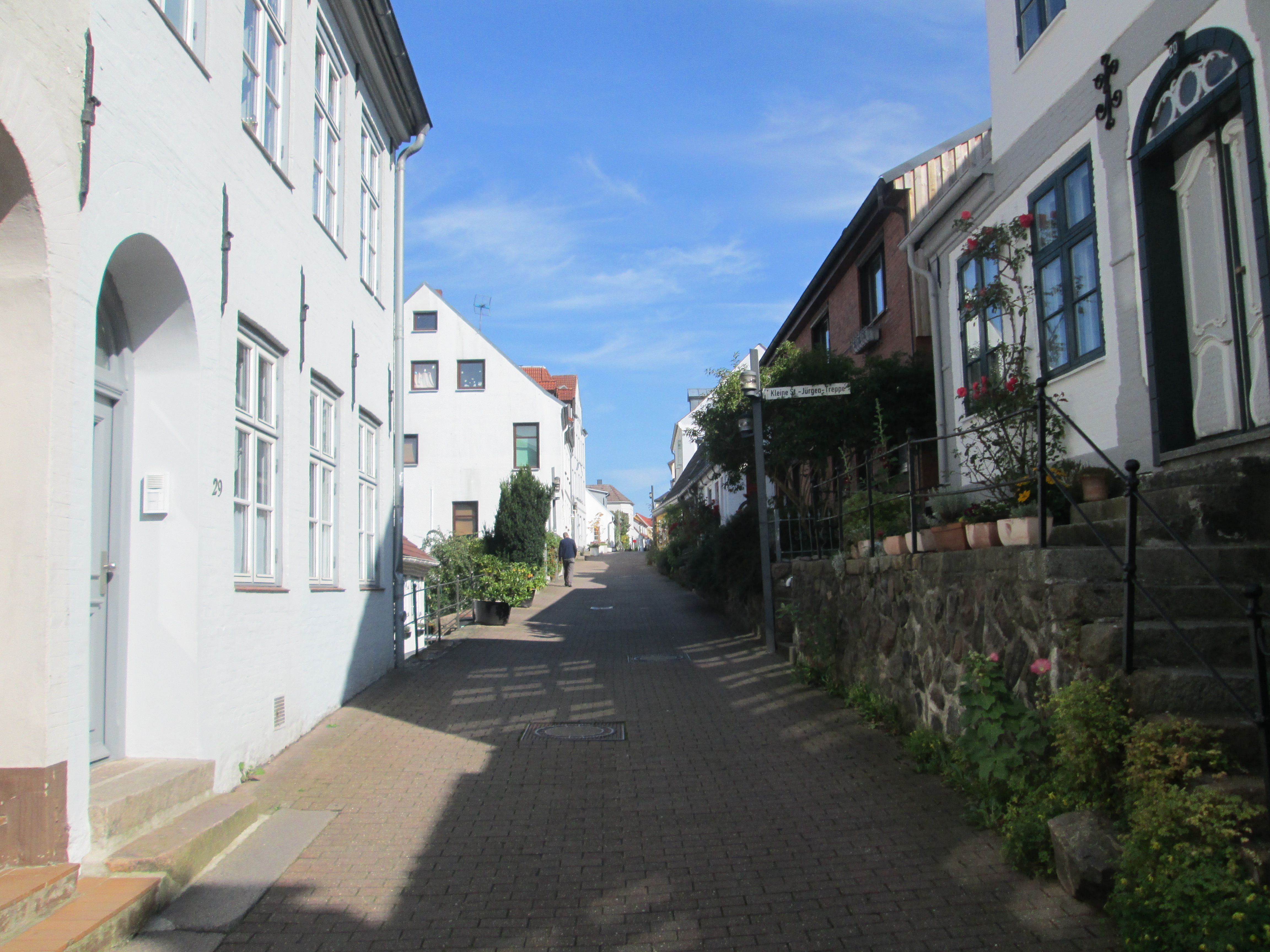
Das Kapitänsviertel an der Sankt-Jürgen-Straße

Das Kapitänsviertel (oder auch Gängeviertel) in Flensburg-Jürgensby ist ein Viertel mit vielen Gängen am Hang auf der Ostseite des Flensburger Hafens, in dem sich in früheren Jahrhunderten viele Kapitäne und Seeleute angesiedelt hatten. Viele der alten Häuser des Viertels gelten heute als Kulturdenkmale.

## Hintergrund
Das Kapitänsviertel beginnt ungefähr am Anfang der Sankt-Jürgen-Straße und endet ungefähr in dem Bereich, wo die Straße bei der St. Jürgen-Kirche eine scharfe Kurve, hoch den Hang schlägt (Lage). Die zahlreichen Gänge die von der Sankt-Jürgen-Straße in diesem Bereich abgehen, wie beispielsweise der Steuermannsgang und der Schiffergang, gehören ebenfalls zum Viertel.
Da die Stadt Flensburg bis zum Ende des 18. Jahrhunderts auf ein Bauverbot jenseits der Flensburger Stadtmauern behartte, war der Erwerb von Haus und Grund sehr schwierig. Seit dem 16. Jahrhundert etablierte sich aber bereits bei St. Jürgen eine Alternative, denn das dortige Land gehörte dem St. Jürgen-Hospital und die Stadt konnte dort kaum ihren Einfluss geltend machen. Im Bereich des Kapitänsviertels siedelten sich offenbar zunächst ein paar Fischer an. Auch einem Seemann, der auf Seereisen gut verdient hatte, war es möglich dort ein Stück Land für ein eigenes Haus zu erwerben. Zudem waren die Steuern außerhalb der Stadt wesentlich günstiger. Seit ungefähr 1750 wurden offenbar vermehrt Häuser von Küstenkapitänen, Schiffsoffizieren und Handwerkern errichtet. Von ihrem neuen Heim hatten sie den besten Blick auf die Förde. Einlaufende und Auslaufende Schiffe sowie das Geschehen im Hafen konnten sie seitdem von ihren Wohnzimmerfenstern beobachten.

## Besondere Gebäude
Das Viertel ist heute im Tourismuskonzept der Stadt verankert und es werden Tourismusführungen durchs Viertel veranstaltet. Herausstechende Gebäude des Kapitänsviertels sind:
- das Haus St.-Jürgen-Straße 14 wurde wohl Anfang des 19. Jahrhunderts gebaut und gehörte zunächst dem Schiffer Boy Hansen und seiner Frau Ingeborg. Das Grundstück hatte die Ehefrau als Mitgift mit in die Ehe eingebracht.[14][15]
- das Haus St.-Jürgen-Straße 20 wurde um 1780 von einem Kapitän erbaut, der durch den Fernhandel mit Norwegen, Frankreich, dem Mittelmeer und Westindien zu Geld gelangt war.[16] Die Tür des Hauses wurde im Louis-seize-Stil geschaffen.[17]
- das Haus St.-Jürgen-Straße 21 wurde 1781 errichtet. Über der Tür befindet sich eine Tafel mit der Inschrift: „Soli Deo Gloria / Hans Thielsen / Engeburg Thielsen / Anno 1781“.[18] — Solche Soli-Deo-Gloria-Inschriften befinden sich an einigen Gebäuden in der Stadt.[19]
- das Haus St.-Jürgen-Straße 69 wurde 1866 errichtet. Es diente ehemals als ein Gasthaus namens Altona.[20]
- die Pilkentafel; dort befand sich seit Anfang des 17. Jahrhunderts eine bei Seefahrern beliebte Gastwirtschaft, die von der anderen Hafenseite bequem mit dem Boot erreichbar war. Die Erinnerung an die Gastwirtschaft wird noch heute durch den Straßennamen und die Theaterwerkstatt Pilkentafel wachgehalten.[21][22]
- das Dienstwohngebäude des Divisionskommandos am unteren Rand des Kapitänsviertels bei der Adresse Hafendamm 32.
- der Margarethenhof am südlichen Rand des Kapitänsviertels[23]

Des Weiteren haben natürlich auch noch in anderen Teilen der Stadt Kapitäne in Häusern gewohnt. In 500 Meter Entfernung befindet sich zudem noch das Fruerlunder Kapitänshaus sowie in 2,5 Kilometer Entfernung das Sonwiker Kapitänshaus.